# Piptostigma mayumbense
Piptostigma mayumbense là loài thực vật có hoa thuộc họ Na. Loài này được Exell miêu tả khoa học đầu tiên năm 1926.